# Phakjira Kanrattanasood
Phakjira Kanrattanasood (ภัคจิรา กรรรัตนสูตร, spesso traslitterato come Phakjira Kanrattanasoot), nota anche con lo pseudonimo di Nanan (นาแนน) (25 febbraio 1989), è un'attrice televisiva thailandese, conosciuta in particolare per l'interpretazione di Min in Room Alone.

## Filmografia

### Televisione
- Room Alone - serie TV (2014-2016)
- Kolkimono - serie TV (2015)
- See lor kor seup - serie TV (2016)
- Kiss: The Series - Rak tong chup - serie TV (2016)
- Run phi Secret Love - serie TV (2016)
- U-Prince Series - serie TV, 3 episodi (2017)
- Water Boyy: The Series - serie TV, 7 episodi (2017)
- My Dear Loser - Rak mai aothan - serie TV (2017)
- Love at First Hate - Man rai khu mai rak - serie TV, in produzione (2018)

## Programmi televisivi
- The Face Thailand (2015-2016) - concorrente seconda edizione